# Майлс (Техас)
Майлс (англ. Miles) — місто (англ. city) в США, в окрузі Раннелс штату Техас. Населення — 875 осіб (2020).

## Географія
Майлс розташований за координатами 31°36′0″ пн. ш. 100°11′4″ зх. д. / 31.60000° пн. ш. 100.18444° зх. д. (31.599907, -100.184462).  За даними Бюро перепису населення США в 2010 році місто мало площу 3,63 км², уся площа — суходіл. В 2017 році площа становила 4,41 км², уся площа — суходіл.

## Демографія
Згідно з переписом 2010 року, у місті мешкало 829 осіб у 303 домогосподарствах у складі 226 родин. Густота населення становила 228 осіб/км².  Було 343 помешкання (95/км²).
Расовий склад населення:
| - 82,8 % — білих - 1,3 % — корінних американців - 0,7 % — чорних або афроамериканців - 0,1 % — азіатів - 13,8 % — осіб інших рас |

До двох чи більше рас належало 1,3 %. Частка іспаномовних становила 36,4 % від усіх жителів.
За віковим діапазоном населення розподілялося таким чином: 27,7 % — особи молодші 18 років, 55,1 % — особи у віці 18—64 років, 17,2 % — особи у віці 65 років та старші. Медіана віку мешканця становила 36,6 року. На 100 осіб жіночої статі у місті припадало 96,9 чоловіків;  на 100 жінок у віці від 18 років та старших — 97,0 чоловіків також старших 18 років.
Середній дохід на одне домашнє господарство  становив 59 615 доларів США (медіана — 48 333), а середній дохід на одну сім'ю — 66 246 доларів (медіана — 57 500). Медіана доходів становила 45 625 доларів для чоловіків та 25 208 доларів для жінок. За межею бідності перебувало 10,2 % осіб, у тому числі 9,6 % дітей у віці до 18 років та 15,6 % осіб у віці 65 років та старших.
Цивільне працевлаштоване населення становило 521 особа. Основні галузі зайнятості: освіта, охорона здоров'я та соціальна допомога — 33,4 %, сільське господарство, лісництво, риболовля — 19,4 %, фінанси, страхування та нерухомість — 10,2 %, виробництво — 7,5 %.